# Brouwerij Deca

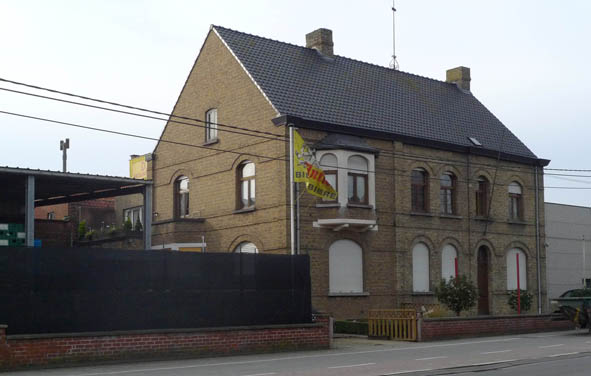
Brouwerswoning Decaestecker

Brouwerij Deca is een Belgische brouwerij gelegen in de West-Vlaamse plaats Woesten, deelgemeente van Vleteren en is actief sinds 1850.
In de brouwerij werden tot 2016 ook de bieren van De Struise Brouwers gebrouwen. Hiervoor werd de brouwerij aan hen verhuurd, net als aan alle andere brouwers die hun eigen bier bij DECA zelf brouwen.

## Bieren
Onderstaande bieren worden gebrouwen in deze brouwerij:
- Abdijbier - 5%
- Antiek Blond - 7%
- Antiek Bruin - 7%
- Antiek Super 5 Blond - 5%
- Vleteren Alt - 8%
- Vleteren Super 8 Blond - 8%
- Papegaei - 8%
- Klets - 8%
- Sword - 9%
- Dikke Jan Tripel, Blond en Bruin - 7,0%-5,5%-8,5%
- Dunekeun en Dronkenput - 8%